# Taddea d'Austria
Taddea d'Austria (Bologna, 1523 – Roma, 1562 circa) è stata una nobildonna italiana.

## Biografia
Taddea (o Thadea) d’Asburgo (o d’Austria) fu una dei quattro figli naturali dell'imperatore Carlo V.
Nacque a Bologna agli inizi del 1523 a seguito di una relazione tra l’imperatore, all’epoca ventiduenne, e la «muy hermosa» Orsolina della Penna, recatasi l’anno prima nelle Fiandre al seguito del marito Valentino dei Cancellieri. La giovane nobildonna, «altramente chiamata la Pennina da Perugia», apparteneva all’illustre famiglia perugina degli Arcipreti della Penna, già dal Duecento attestata nelle fonti come protagonista delle vicende cittadine insieme ai Baglioni (famiglia) e ai degli Oddi.
Taddea trascorse i primi tredici anni della sua vita in gran segreto in un monastero nei dintorni di Perugia. Della sua crescita e della sua educazione si occupò tale Giovanna di Borgogna, la quale, finché visse, seguì ininterrottamente la sua protetta nel rispetto del compito affidatole dall’imperatore. Nell’inverno tra il 1529 e il 1530, in occasione della venuta in Italia di Carlo V per ricevere la corona di re d’Italia e quella di imperatore del Sacro Romano Impero da parte di papa Clemente VII, Taddea venne prelevata dal luogo in cui era custodita e fu condotta a Bologna su ordine del padre, che ebbe così occasione di vederla per la prima volta. Un ulteriore incontro avvenne, sempre a Bologna, tra la metà di dicembre del 1532 e il febbraio dell’anno successivo.
Nel 1536 Taddea, appena tredicenne, per iniziativa degli zii materni convolò a nozze con un nobile di Montefalco, Sinibaldo dei Coppeschi  (alias de’ Cuppis o de’ Cupis). Tutto ciò accadde a totale insaputa dell’imperatore, il quale, una volta venuto a conoscenza del fatto, esplicitò tutta la sua contrarietà all’amante di un tempo nonché madre della giovanissima sposa, come si legge in due lettere indirizzate rispettivamente «à la bien honorée signeure madame Ursuline, nommée La Pennina de Perosa» e alla «moult honorée dame la signeure Ursoline, dite la Pennina». Con tutta probabilità, infatti, Carlo V coltivava progetti matrimoniali molto più ambiziosi riguardo a questa sua figlia, analogamente a quanto era avvenuto per la sorellastra Margherita d'Austria, nata dalla relazione dell’imperatore con Giovanna van der Gheynst e data in sposa nel 1536 ad Alessandro de' Medici.
Taddea visse la propria vita matrimoniale tra Montefalco e Roma, dove i de’ Cupis – grazie a Bernardino e a Giovanni Domenico de Cupis – avevano fatto fortuna, custodendo sempre gelosamente il proprio segreto. Nel giro di qualche anno, però, si ritrovò sola e priva di affetti, dapprima a causa della scomparsa prematura del marito e della madre, quindi per la morte del padre, avvenuta nel 1558 nel monastero di Yuste, dove Carlo V due anni prima si era ritirato. Nella speranza di ottenere un tardivo riconoscimento di tale consanguineità, nel 1562 decise di rivolgersi al fratellastro Felipe II, salito al trono di Spagna nel 1556 dopo che l’imperatore aveva abdicato in suo favore. E fu così che Taddea, oltre a produrre una serie di documenti e testimonianze utili a supportare tale istanza, indirizzò al sovrano una toccante supplica che culminava nelle seguenti parole:
«Et se la Maestà Vostra trovarà questo essere la verità ch’io sia figlia (ancorché indegnissima) di quella felice et sancta memoria de l’imperatore Carlo V, che sia in gloria, la Maestà Vostra serà scarica adpresso il Signore Iddio et al mondo, et io contentissima».
Di lì a qualche anno Taddea morì in solitudine a Roma, senza che, a quanto pare, la sua richiesta avesse mai ricevuto risposta.

## Ascendenza
|                                                           |   |                                      | Genitori                        |  |  | Nonni |  |  | Bisnonni                                         |  |  | Trisnonni                                         |  |
|                                                           |   |                                      |                                 |  |  |       |  |  | Maximilian I, imperatore del Sacro Romano Impero |  |  | Friedrich III, imperatore del Sacro Romano Impero |  |
|                                                           |   |                                      |                                 |  |  |       |  |  | Maximilian I, imperatore del Sacro Romano Impero |  |  | Friedrich III, imperatore del Sacro Romano Impero |  |
|                                                           |   | Leonor d'Aviz                        |                                 |  |  |       |  |  | Maximilian I, imperatore del Sacro Romano Impero |  |  |                                                   |  |
| Philipp I, imperatore del Sacro Romano Impero             |   |                                      |                                 |  |  |       |  |  | Maximilian I, imperatore del Sacro Romano Impero |  |  |                                                   |  |
|                                                           |   | Marie, duchessa di Borgogna          | Charles I, duca di Borgogna     |  |  |       |  |  |                                                  |  |  |                                                   |  |
|                                                           |   | Marie, duchessa di Borgogna          | Charles I, duca di Borgogna     |  |  |       |  |  |                                                  |  |  |                                                   |  |
|                                                           |   | Marie, duchessa di Borgogna          | Isabelle de Bourbon             |  |  |       |  |  |                                                  |  |  |                                                   |  |
| Karl V, imperatore del Sacro Romano Impero e re di Spagna |   | Marie, duchessa di Borgogna          |                                 |  |  |       |  |  |                                                  |  |  |                                                   |  |
|                                                           |   | Fernando II, re d'Aragona            | Juan II, re d'Aragona           |  |  |       |  |  |                                                  |  |  |                                                   |  |
|                                                           |   | Fernando II, re d'Aragona            | Juan II, re d'Aragona           |  |  |       |  |  |                                                  |  |  |                                                   |  |
|                                                           |   | Fernando II, re d'Aragona            | Juana Enríquez                  |  |  |       |  |  |                                                  |  |  |                                                   |  |
| Juana I, regina di Castiglia e León                       |   | Fernando II, re d'Aragona            |                                 |  |  |       |  |  |                                                  |  |  |                                                   |  |
|                                                           |   | Isabel I, regina di Castiglia e León | Juan II, re di Castiglia e León |  |  |       |  |  |                                                  |  |  |                                                   |  |
|                                                           |   | Isabel I, regina di Castiglia e León | Juan II, re di Castiglia e León |  |  |       |  |  |                                                  |  |  |                                                   |  |
|                                                           |   | Isabel I, regina di Castiglia e León | Isabel d'Aviz                   |  |  |       |  |  |                                                  |  |  |                                                   |  |
| Taddea von Österreich                                     |   | Isabel I, regina di Castiglia e León |                                 |  |  |       |  |  |                                                  |  |  |                                                   |  |
|                                                           | … | …                                    |                                 |  |  |       |  |  |                                                  |  |  |                                                   |  |
|                                                           | … | …                                    |                                 |  |  |       |  |  |                                                  |  |  |                                                   |  |
|                                                           | … | …                                    |                                 |  |  |       |  |  |                                                  |  |  |                                                   |  |
| …                                                         | … |                                      |                                 |  |  |       |  |  |                                                  |  |  |                                                   |  |
|                                                           |   | …                                    | …                               |  |  |       |  |  |                                                  |  |  |                                                   |  |
|                                                           |   | …                                    | …                               |  |  |       |  |  |                                                  |  |  |                                                   |  |
|                                                           |   | …                                    | …                               |  |  |       |  |  |                                                  |  |  |                                                   |  |
| Orsolina della Penna                                      |   | …                                    |                                 |  |  |       |  |  |                                                  |  |  |                                                   |  |
|                                                           |   | …                                    | …                               |  |  |       |  |  |                                                  |  |  |                                                   |  |
|                                                           |   | …                                    | …                               |  |  |       |  |  |                                                  |  |  |                                                   |  |
|                                                           |   | …                                    | …                               |  |  |       |  |  |                                                  |  |  |                                                   |  |
| …                                                         |   | …                                    |                                 |  |  |       |  |  |                                                  |  |  |                                                   |  |
|                                                           |   | …                                    | …                               |  |  |       |  |  |                                                  |  |  |                                                   |  |
|                                                           |   | …                                    | …                               |  |  |       |  |  |                                                  |  |  |                                                   |  |
|                                                           |   | …                                    | …                               |  |  |       |  |  |                                                  |  |  |                                                   |  |
|                                                           |   | …                                    |                                 |  |  |       |  |  |                                                  |  |  |                                                   |  |

## Fonti edite
Posto che la veridicità storica della figura di Taddea è stata a lungo oggetto di dubbi e scetticismo da parte dei biografi di Carlo V, è noto che le prime attestazioni documentarie su di lei sono emerse soltanto a partire dalla seconda metà dell’Ottocento. A quell’epoca, infatti, si procedette alla pubblicazione di una grandissima quantità di fonti relative alla storia della monarchia spagnola all’interno di una collana per lungo tempo destinata a una limitata circolazione in ambito internazionale.
In particolare, alla fine del volume 88 della Colleción des documentos inéditos para la historia de España, figurano le trascrizioni parziali, e non sempre impeccabili, di un dossier documentario contenente «Varios papeles tocantes a doña Tadea de la Peña, hija natural de Carlos 5º que la tuvo en una señora llamada doña Ursolina de la Peña», conservato presso l’Archivo General de Simancas.
Per la definitiva messa a fuoco della vicenda biografica e storiografica relativa a Taddea d’Asburgo si rimanda a Margaritelli, il quale, oltre ad avere pubblicato diversi documenti del dossier documentario di Simancas (in alcuni casi inediti), ha anche condotto una prima ricognizione della bibliografia esistente sull’argomento in lingua spagnola, tedesca, francese e italiana.
1844
Don Miguel Salvá e don Pedro Sainz de Baranda, nell’ambito di una vasta operazione di spoglio di documenti dell’Archivo General de Simancas, prendono visione del dossier documentario riguardante Taddea e producono una parziale trascrizione a fini di studio, che però non viene pubblicata.
1853
Modesto Lafuente pubblica la notizia dell’esistenza presso l’Archivo General de Simancas di documenti relativi a «doña Tadea», figlia naturale di Carlo V e «Ursolina de la Peña, de Peruja, conocida por la Bella Penina» (M. Lafuente, Historia General de España, t. XII, Madrid, Establecimiento tipografico de Mellado, 1853).
1887
Antonio Paz y Meliá cura la pubblicazione delle trascrizioni di don Miguel Salvá e don Pedro Sainz de Baranda del 1844. Nella Introduccion a sua firma, dichiara di non avere avuto il tempo di collazionare tali trascrizioni con gli originali e, di conseguenza, di non aver potuto correggere «los errores que se advertien en las copias echas en 1844» (Marqués de la Fuensanta del Valle, José Sancho Rayón, Francisco de Zabálburu, Collección de documentos inéditos para la historia de España, t. LXXXVIII, Madrid, Miguel Ginesta, Impresor de la Real Casa, 1887, p. XX).
La presa visione del fascicolo in originale ha consentito di verificare che, effettivamente, i documenti editi nel 1887 presentano numerosi errori di trascrizione e, soprattutto, che non tutti i documenti di cui si compone il dossier in questione al tempo furono pubblicati.
2017
Nel quadro di una dettagliata ricostruzione storica della vita di Taddea d’Asburgo, si pubblicano i principali documenti del dossier di Simancas (in alcuni casi inediti) comprovanti che la paternità di costei è ascrivibile all’imperatore Carlo V (A. Margaritelli, La figlia segreta di Carlo V, Perugia, Fondazione Guglielmo Giordano, 2017).